# Sant Martí de Vilarig
Sant Martí de Vilarig és una església del municipi de Cistella (Alt Empordà) inclosa en l'Inventari del Patrimoni Arquitectònic de Catalunya.

## Descripció

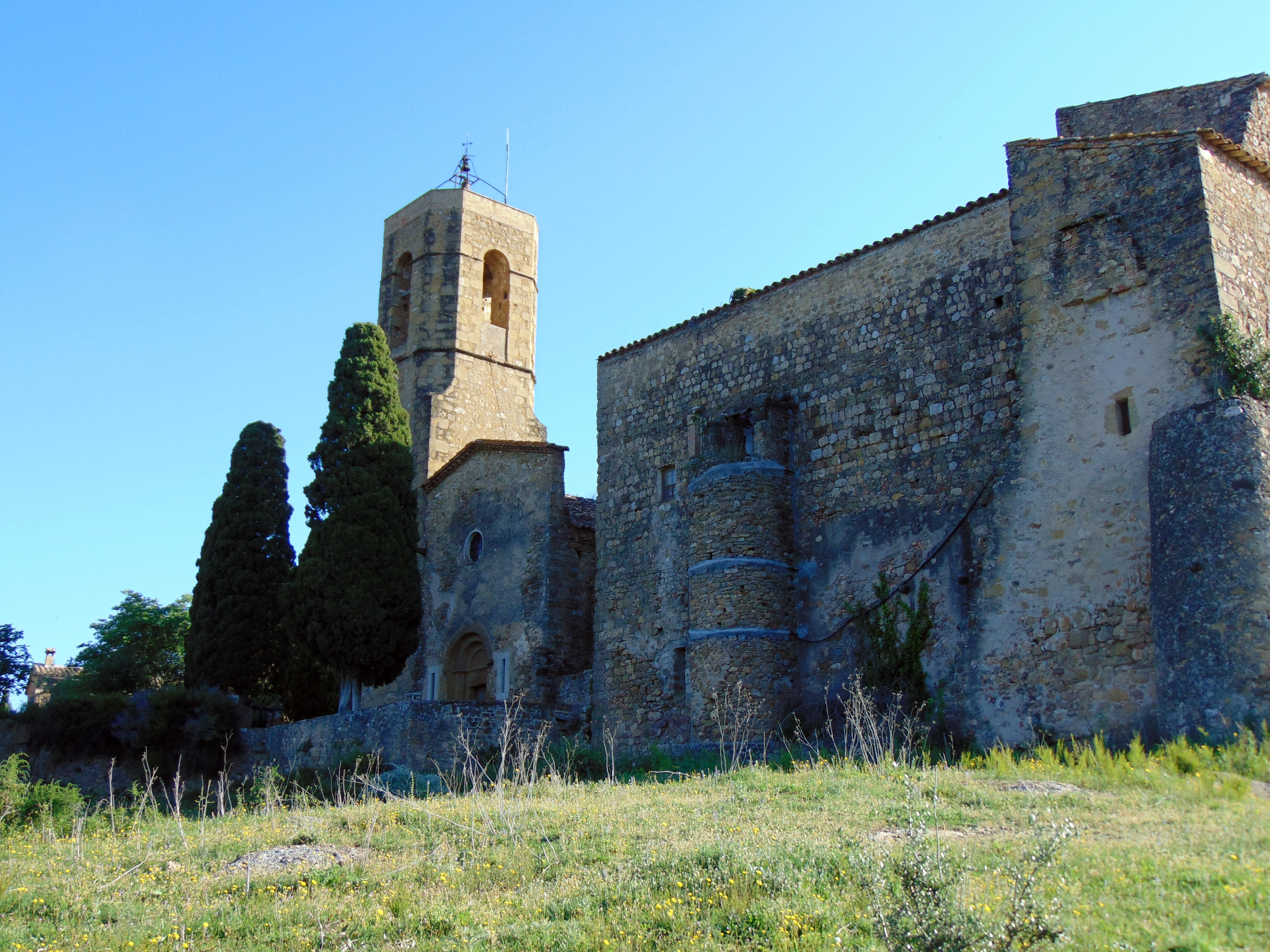

Situada al costat nord del castell de Vilarig. Edifici de dimensions reduïdes, d'una sola nau amb dues capelles laterals i capçalera carrada. La façana d'accés, situada a ponent, té integrada la portalada corresponent al primer temple d'època romànica. La porta és de tres arcs de mig punt en gradació decreixent i té llinda i timpà llisos; pel que fa a les dovelles, els muntants i la llinda d'aquesta porta són de pedra molt ben tallada a diferència del parament de la resta de l'edifici que és de paredat. El campanar, situat a l'angle nord, és de base quadrada i cos vuitavat, amb arcs de mig punt. La nau té al costat nord una petita capella annexa que dona a l'espai del cementiri.

## Història

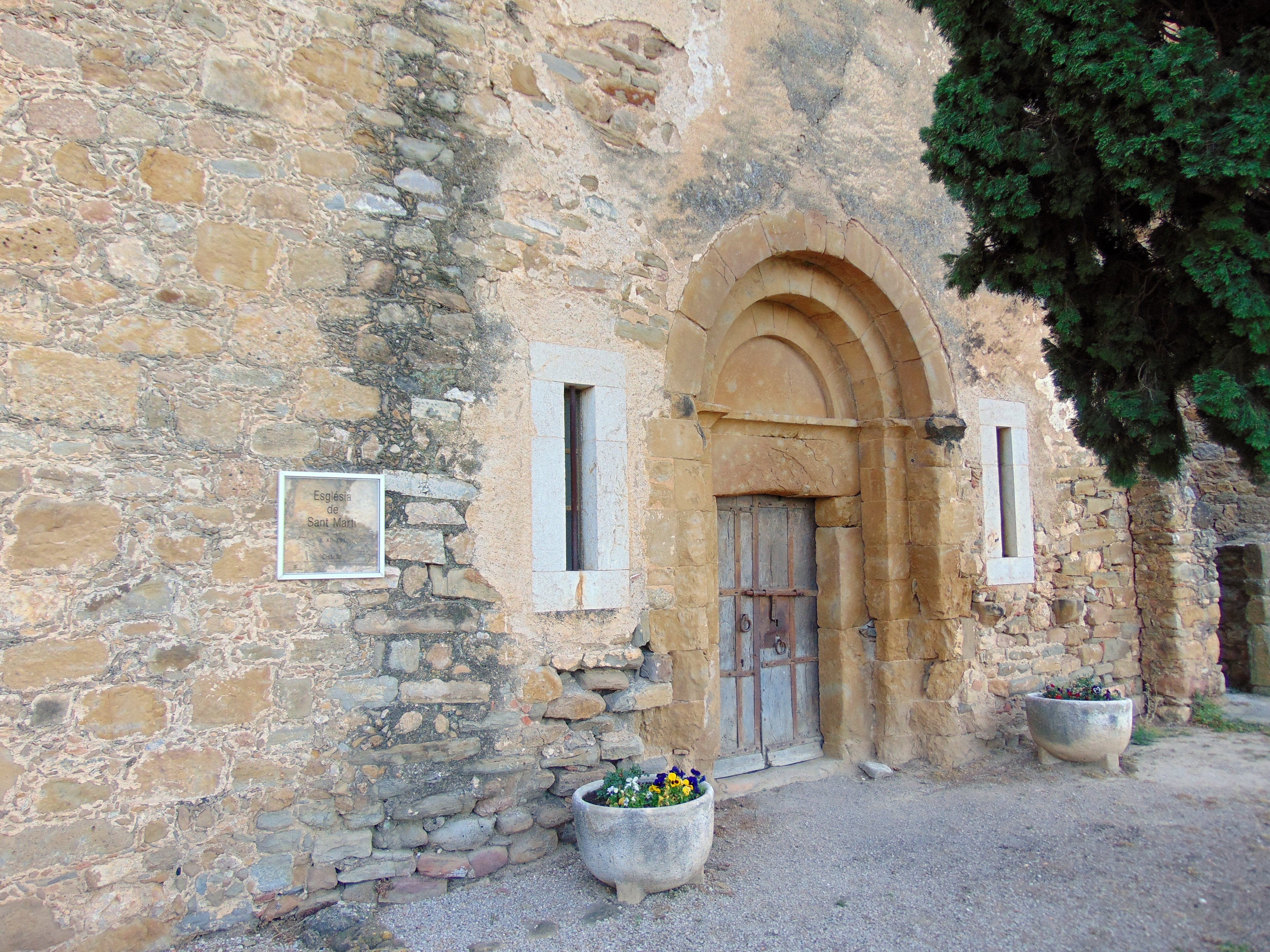

La parròquia de Sant Martí de Vilarig és documentada des del segle xii. Probablement a l'església bastida en aquell període correspon la portada del temple actual, que hi devia quedar integrada en el moment de la nova construcció durant els segles XVIII-XIX.
La capella que comunica amb el cementiri és del segle xviii i el campanar data del 1805, segons consta a la inscripció que hi ha en un carreu.